# Lindy (Nebraska)
Lindy – jednostka osadnicza w Stanach Zjednoczonych, w stanie Nebraska, w hrabstwie Knox.